# Prémio Satellite de melhor atriz coadjuvante no cinema
O Prémio Satellite de melhor atriz coadjuvante é um dos Satellite Awards para o cinema que apresentados anualmente pela International Press Academy. Em 2011, o IPA revelou que seria 11 candidatas, ao contrário do ano passado (2010) que foram 8 candidatas, enquanto em 2009 reduziu para 5, e em 2008, 2007 e 2006 eram 6. Em 1996 até 2005 era dividido entre melhor atriz coadjuvante em filme de comédia ou musical e em filme de drama.
Notas
- "†" indica um Oscar pelo mesmo trabalho.
- "‡" indica uma nomeação ao Oscar pelo mesmo trabalho.

## Comédia ou Musical (1996-2009)
| Ano  | Atrizes              | Filme                                     | Personagem                      |
| ---- | -------------------- | ----------------------------------------- | ------------------------------- |
| 1996 | Debbie Reynolds      | Mother                                    | Beatrice Henderson              |
| 1996 | Lauren Bacall ‡      | The Mirror Has Two Faces                  | Hannah Morgan                   |
| 1996 | Goldie Hawn          | Everyone Says I Love You                  | Steffi Dandridge                |
| 1996 | Sarah Jessica Parker | The First Wives Club                      | Shelly Stewart                  |
| 1996 | Renée Zellweger      | Jerry Maguire                             | Dorothy Boyd                    |
| 1997 | Joan Cusack ‡        | In & Out                                  | Emily Montgomery                |
| 1997 | Cameron Diaz         | My Best Friend's Wedding                  | Kimberly "Kimmy" Wallace        |
| 1997 | Linda Fiorentino     | Men in Black                              | Laurel Weaver                   |
| 1997 | Anne Heche           | Wag the Dog                               | Winifred Ames                   |
| 1997 | Shirley Knight       | As Good as It Gets                        | Beverly Connelly                |
| 1998 | Joan Allen           | Pleasantville                             | Betty Parker                    |
| 1998 | Kathy Bates ‡        | Primary Colors                            | Libby Holden                    |
| 1998 | Brenda Blethyn ‡     | Little Voice                              | Marie Hoff                      |
| 1998 | Julianne Moore       | The Big Lebowski                          | Maude Lebowski                  |
| 1998 | Joan Plowright       | Dance with Me                             | Bea Johnson                     |
| 1999 | Catherine Keener ‡   | Being John Malkovich                      | Maxine Lund                     |
| 1999 | Cate Blanchett       | An Ideal Husband                          | Gertrude Chiltern               |
| 1999 | Cameron Diaz         | Being John Malkovich                      | Lotte Schwartz                  |
| 1999 | Samantha Morton ‡    | Sweet and Lowdown                         | Hattie                          |
| 1999 | Antonia San Juan     | Todo sobre mi madre (All About My Mother) | Agrado                          |
| 1999 | Tori Spelling        | Trick                                     | Katherine                       |
| 2000 | Kate Hudson ‡        | Almost Famous                             | Penny Lane                      |
| 2000 | Holly Hunter         | O Brother, Where Art Thou?                | Penny McGill                    |
| 2000 | Frances McDormand ‡  | Almost Famous                             | Elaine Miller                   |
| 2000 | Catherine O'Hara     | Best in Show                              | Cookie Fleck                    |
| 2000 | Rebecca Pidgeon      | State and Main                            | Annie Black                     |
| 2000 | Marisa Tomei         | What Women Want                           | Lola                            |
| 2001 | Maggie Smith ‡       | Gosford Park                              | Constance, Condessa de Trentham |
| 2001 | Anjelica Huston      | The Royal Tenenbaums                      | Etheline Tenenbaum              |
| 2001 | Helen Mirren ‡       | Gosford Park                              | Sra. Wilson                     |
| 2001 | Gwyneth Paltrow      | The Royal Tenenbaums                      | Margot Tenenbaum                |
| 2001 | Miriam Shor          | Hedwig and the Angry Inch                 | Yitzhak                         |
| 2001 | Emily Watson         | Gosford Park                              | Elsie                           |
| 2002 | Tovah Feldshuh       | Kissing Jessica Stein                     | Judy Stein                      |
| 2002 | Toni Collette        | About a Boy                               | Fiona                           |
| 2002 | Lainie Kazan         | My Big Fat Greek Wedding                  | Maria Portokalos                |
| 2002 | Emily Mortimer       | Lovely & Amazing                          | Elizabeth Marks                 |
| 2002 | Bebe Neuwirth        | Tadpole                                   | Diane Lodder                    |
| 2002 | Meryl Streep ‡       | Adaptation.                               | Susan Orlean                    |
| 2003 | Patricia Clarkson ‡  | Pieces of April                           | Joy Burns                       |
| 2003 | Shaheen Khan         | Bend It Like Beckham                      | Sra. Bhamra                     |
| 2003 | Scarlett Johansson   | Lost in Translation                       | Charlotte                       |
| 2003 | Catherine O'Hara     | A Mighty Wind                             | Mickey Crabbe                   |
| 2003 | Emma Thompson        | Love Actually                             | Karen Foster                    |
| 2003 | Julie Walters        | Calendar Girls                            | Annie Clarke                    |
| 2004 | Regina King          | Ray                                       | Margie Hendricks                |
| 2004 | Lynn Collins         | The Merchant of Venice                    | Portia                          |
| 2004 | Minnie Driver        | The Phantom of the Opera                  | La Carlotta                     |
| 2004 | Cloris Leachman      | Spanglish                                 | Evelyn Wright                   |
| 2004 | Virginia Madsen ‡    | Sideways                                  | Maya Randall                    |
| 2004 | Sharon Warren        | Ray                                       | Aretha Robinson                 |
| 2005 | Rosario Dawson       | Rent                                      | Mimi Marquez                    |
| 2005 | America Ferrera      | The Sisterhood of the Traveling Pants     | Carmen Lowell                   |
| 2005 | Diane Keaton         | The Family Stone                          | Sybil Stone                     |
| 2005 | Rachel McAdams       | The Family Stone                          | Amy Stone                       |
| 2005 | Michelle Monaghan    | Kiss Kiss Bang Bang                       | Harmony Faith Lane              |
| 2005 | Qiu Yuen             | Kung Fu Hustle                            | Senhora da Criação de Porcos    |

## Drama (1996-2005)
| Ano  | Atrizes             | Filme                                | Personagem                |
| ---- | ------------------- | ------------------------------------ | ------------------------- |
| 1996 | Courtney Love       | The People vs. Larry Flynt           | Althea Leasure            |
| 1996 | Joan Allen ‡        | The Crucible                         | Elizabeth Proctor         |
| 1996 | Stockard Channing   | Moll Flanders                        | Sra. Allworthy            |
| 1996 | Miranda Richardson  | The Evening Star                     | Patsy Carpenter           |
| 1996 | Kate Winslet        | Hamlet                               | Ophelia                   |
| 1997 | Julianne Moore ‡    | Boogie Nights                        | Amber Waves               |
| 1997 | Minnie Driver ‡     | Good Will Hunting                    | Skylar                    |
| 1997 | Ashley Judd         | Kiss the Girls                       | Dra. Kate McTiernan       |
| 1997 | Debbi Morgan        | Eve's Bayou                          | Mozelle Batiste Delacroix |
| 1997 | Sigourney Weaver    | The Ice Storm                        | Janey Carver              |
| 1998 | Kimberly Elise      | Beloved                              | Denver                    |
| 1998 | Kathy Burke         | Dancing at Lughnasa                  | Maggie Mundy              |
| 1998 | Beverly D'Angelo    | American History X                   | Doris Vinyard             |
| 1998 | Thandie Newton      | Beloved                              | Beloved                   |
| 1998 | Lynn Redgrave ‡     | Gods and Monsters                    | Hanna                     |
| 1999 | Chloë Sevigny ‡     | Boys Don't Cry                       | Lana Tisedale             |
| 1999 | Erykah Badu         | The Cider House Rules                | Rose                      |
| 1999 | Charlize Theron     | The Cider House Rules                | Candy Kendall             |
| 1999 | Toni Collette ‡     | The Sixth Sense                      | Lynn Sear                 |
| 1999 | Jessica Lange       | Titus                                | Tamora                    |
| 1999 | Sissy Spacek        | The Straight Story                   | Rose Straight             |
| 2000 | Jennifer Ehle       | Sunshine                             | Valerie Sonnenschein      |
| 2000 | Rosemary Harris     | Sunshine                             | Valerie Sors              |
| 2000 | Judi Dench ‡        | Chocolat                             | Armande Voizin            |
| 2000 | Catherine Deneuve   | Danser i Mørket (Dancer in the Dark) | Kathy                     |
| 2000 | Samantha Morton     | Jesus' Son                           | Michelle                  |
| 2000 | Julie Walters ‡     | Billy Elliot                         | Sra. Wilkinson            |
| 2000 | Kate Winslet        | Quills                               | Madeleine "Maddy" LeClerc |
| 2001 | Jennifer Connelly † | A Beautiful Mind                     | Alicia Forbes Nash        |
| 2001 | Fionnula Flanagan   | The Others                           | Bertha Mills              |
| 2001 | Brittany Murphy     | Don't Say a Word                     | Elisabeth Burrows         |
| 2001 | Julia Stiles        | The Business of Strangers            | Paula Murphy              |
| 2001 | Marisa Tomei ‡      | In the Bedroom                       | Natalie Strout            |
| 2001 | Kate Winslet ‡      | Iris                                 | Iris Murdoch              |
| 2002 | Edie Falco          | Sunshine State                       | Marly Temple              |
| 2002 | Kathy Bates ‡       | About Schmidt                        | Roberta Hertzel           |
| 2002 | Do Thi Hai Yen      | The Quiet American                   | Phuong                    |
| 2002 | Julianne Moore ‡    | The Hours                            | Laura Brown               |
| 2002 | Miranda Richardson  | Spider                               | Yvonne                    |
| 2002 | Renée Zellweger     | White Oleander                       | Claire Richards           |
| 2003 | Maria Bello         | The Cooler                           | Natalie Belisario         |
| 2003 | Annette Bening      | Open Range                           | Sue Barlow                |
| 2003 | Sarah Bolger        | In America                           | Christy                   |
| 2003 | Patricia Clarkson   | The Station Agent                    | Olivia Harris             |
| 2003 | Marcia Gay Harden ‡ | Mystic River                         | Celeste Boyle             |
| 2003 | Holly Hunter ‡      | Thirteen                             | Melanie Freeland          |
| 2004 | Gena Rowlands       | The Notebook                         | Allie Hamilton            |
| 2004 | Cate Blanchett †    | The Aviator                          | Katherine Hepburn         |
| 2004 | Daryl Hannah        | Kill Bill (Vol. 2)                   | Elle Driver               |
| 2004 | Laura Linney ‡      | Kinsey                               | Clara Bracken McMillen    |
| 2004 | Natalie Portman ‡   | Closer                               | Alice Ayres / Jane Jones  |
| 2004 | Kyra Sedgwick       | The Woodsman                         | Vicki                     |
| 2005 | Laura Linney        | The Squid and the Whale              | Joan Berkman              |
| 2005 | Amy Adams ‡         | Junebug                              | Ashley Johnsten           |
| 2005 | Maria Bello         | A History of Violence                | Edie Stall                |
| 2005 | Gong Li             | Memoirs of a Geisha                  | Hatsumomo                 |
| 2005 | Shirley MacLaine    | In Her Shoes                         | Ella Hirsch               |
| 2005 | Frances McDormand ‡ | North Country                        | Glory Dodge               |

## Cinema (2006 - 2009)
| Ano  | Atrizes            | Filme                    | Personagem        |
| ---- | ------------------ | ------------------------ | ----------------- |
| 2006 | Jennifer Hudson †  | Dreamgirls               | Effie White       |
| 2006 | Cate Blanchett ‡   | Notes on a Scandal       | Sheba Hart        |
| 2006 | Abigail Breslin ‡  | Little Miss Sunshine     | Olive Hoover      |
| 2006 | Blythe Danner      | The Last Kiss            | Anna              |
| 2006 | Lily Tomlin        | A Prairie Home Companion | Rhonda Johnson    |
| 2006 | Rinko Kikuchi ‡    | Babel                    | Chieko Wataya     |
| 2007 | Amy Ryan ‡         | Gone Baby Gone           | Helene McCready   |
| 2007 | Ruby Dee ‡         | American Gangster        | Mama Lucas        |
| 2007 | Taraji P. Henson   | Talk to Me               | Vernell Watson    |
| 2007 | Saoirse Ronan ‡    | Atonement                | Briony Tallis     |
| 2007 | Emmanuelle Seigner | La môme (La Vie En Rose) | Titine            |
| 2007 | Tilda Swinton †    | Michael Clayton          | Karen Crowder     |
| 2008 | Rosemarie DeWitt   | Rachel Getting Married   | Rachel            |
| 2008 | Penélope Cruz      | Elegy                    | Consuela Castillo |
| 2008 | Anjelica Huston    | Choke                    | Ida J. Mancini    |
| 2008 | Beyoncé Knowles    | Cadillac Records         | Etta James        |
| 2008 | Sophie Okonedo     | The Secret Life of Bees  | May Boatwright    |
| 2008 | Emma Thompson      | Brideshead Revisited     | Lady Marchmain    |
| 2009 | Mo'Nique †         | Precious                 | Mary Lee Johnston |
| 2009 | Emily Blunt        | Sunshine Cleaning        | Norah Lorkowski   |
| 2009 | Penélope Cruz ‡    | Nine                     | Carla Albanese    |
| 2009 | Anna Kendrick ‡    | Up in the Air            | Natalie Keener    |
| 2009 | Mozhan Marno       | The Stoning of Soraya M. | Soraya M.         |

## Década de 2010
| Ano  | Atrizes              | Filme                                       | Personagens                             |
| ---- | -------------------- | ------------------------------------------- | --------------------------------------- |
| 2010 | Jacki Weaver         | Animal Kingdom                              | Janine "Smurf" Cody                     |
| 2010 | Amy Adams            | The Fighter                                 | Charlene Fleming                        |
| 2010 | Marion Cotillard     | Inception                                   | Mallorie "Mal" Cobb                     |
| 2010 | Anne-Marie Duff      | Nowhere Boy                                 | Julia Lennon                            |
| 2010 | Kristin Scott Thomas | Nowhere Boy                                 | Mimi Smith                              |
| 2010 | Rosamund Pike        | Barney's Version                            | Miriam                                  |
| 2010 | Vanessa Redgrave     | Letters to Juliet                           | Claire Smith-Wyman                      |
| 2010 | Dianne Wiest         | Rabbit Hole                                 | Nat                                     |
| 2011 | Jessica Chastain     | The Tree of Life                            | Mrs. O'Brien                            |
| 2011 | Elle Fanning         | Super 8                                     | Alice "Allie" Dainard                   |
| 2011 | Lisa Féret           | Mozart's Sister                             | Nannerl Mozart                          |
| 2011 | Judy Greer           | The Descendants                             | Julie Speer                             |
| 2011 | Rachel McAdams       | Midnight in Paris                           | Inez                                    |
| 2011 | Janet McTeer         | Albert Nobbs                                | Hubert Page                             |
| 2011 | Carey Mulligan       | Shame                                       | Sissy Sullivan                          |
| 2011 | Vanessa Redgrave     | Coriolanus                                  | Volumnia                                |
| 2011 | Octavia Spencer †    | The Help                                    | Minny Jackson                           |
| 2011 | Kate Winslet         | Carnage                                     | Nancy Cowan                             |
| 2012 | Anne Hathaway †      | Les Misérables                              | Fantine                                 |
| 2012 | Amy Adams            | The Master                                  | Peggy Dodd                              |
| 2012 | Samantha Barks       | Les Misérables                              | Éponine                                 |
| 2012 | Judi Dench           | Skyfall                                     | M                                       |
| 2012 | Hélène Florent       | Café de Flore                               | Carole                                  |
| 2012 | Helen Hunt           | The Sessions                                | Cheryl Cohen-Greene                     |
| 2013 | June Squibb          | Nebraska                                    | Kate Grant                              |
| 2013 | Sally Hawkins        | Blue Jasmine                                | Ginger                                  |
| 2013 | Jennifer Lawrence    | American Hustle                             | Rosalyn Rosenfeld                       |
| 2013 | Lupita Nyong'o †     | 12 Years a Slave                            | Patsey                                  |
| 2013 | Julia Roberts        | August: Osage County                        | Barbara Weston-Fordham                  |
| 2013 | Léa Seydoux          | La vie d'Adèle (Blue Is the Warmest Colour) | Emma                                    |
| 2013 | Emily Watson         | The Book Thief                              | Rosa Hubermann                          |
| 2013 | Oprah Winfrey        | The Butler                                  | Gloria Gaines                           |
| 2014 | Patricia Arquette †  | Boyhood                                     | Olivia Evans                            |
| 2014 | Laura Dern           | Wild                                        | Bobbi Grey                              |
| 2014 | Keira Knightley      | The Imitation Game                          | Joan Clarke                             |
| 2014 | Emma Stone           | Birdman                                     | Sam Thomson                             |
| 2014 | Tilda Swinton        | Snowpiercer                                 | Minister Mason                          |
| 2014 | Katherine Waterston  | Inherent Vice                               | Shasta Fay Hepworth                     |
| 2015 | Alicia Vikander †    | The Danish Girl                             | Gerda Wegener                           |
| 2015 | Elizabeth Banks      | Love & Mercy                                | Melinda Ledbetter                       |
| 2015 | Jane Fonda           | Youth                                       | Brenda Morel                            |
| 2015 | Rachel McAdams       | Spotlight                                   | Sacha Pfeiffer                          |
| 2015 | Rooney Mara          | Carol                                       | Therese Belivet                         |
| 2015 | Kate Winslet         | Steve Jobs                                  | Joanna Hoffman                          |
| 2016 | Naomie Harris        | Moonlight                                   | Paula                                   |
| 2016 | Viola Davis †        | Fences                                      | Rose Maxson                             |
| 2016 | Nicole Kidman        | Lion                                        | Sue Brierley                            |
| 2016 | Helen Mirren         | Eye in the Sky                              | Colonel Katherine Powell                |
| 2016 | Octavia Spencer      | Hidden Figures                              | Dorothy Vaughan                         |
| 2016 | Michelle Williams    | Manchester by the Sea                       | Randi Chandler                          |
| 2017 | Lois Smith           | Marjorie Prime                              | Marjorie Lancaster                      |
| 2017 | Mary J. Blige        | Mudbound                                    | Florence Jackson                        |
| 2017 | Holly Hunter         | The Big Sick                                | Beth Gardner                            |
| 2017 | Allison Janney †     | I, Tonya                                    | LaVona Golden                           |
| 2017 | Melissa Leo          | Novitiate                                   | Reverend Mother Marie St. Clair         |
| 2017 | Laurie Metcalf       | Lady Bird                                   | Marion McPherson                        |
| 2018 | Regina King †        | If Beale Street Could Talk                  | Sharon Rivers                           |
| 2018 | Claire Foy           | First Man                                   | Janet Armstrong                         |
| 2018 | Nicole Kidman        | Boy Erased                                  | Nancy Eamons                            |
| 2018 | Margot Robbie        | Mary Queen of Scots                         | Rainha Elizabeth I                      |
| 2018 | Emma Stone           | The Favourite                               | Abigail Masham                          |
| 2018 | Rachel Weisz         | The Favourite                               | Sarah Churchill, Duquesa de Marlborough |
| 2019 | Jennifer Lopez       | Hustlers                                    | Ramona Vega                             |
| 2019 | Penélope Cruz        | Dolor y gloria (Pain and Glory)             | Jacinta                                 |
| 2019 | Laura Dern †         | Marriage Story                              | Nora Fanshaw                            |
| 2019 | Nicole Kidman        | Bombshell                                   | Gretchen Carlson                        |
| 2019 | Margot Robbie        | Bombshell                                   | Kayla Pospisil                          |
| 2019 | Zhao Shuzhen         | The Farewell                                | Nai Nai                                 |